# Loksins erum við engin
Loksins erum við engin är den isländskspråkiga versionen av bandet múms andra musikalbum Finally We Are No One. Albumet släpptes i begränsad upplaga på Island där det utgavs av skivbolaget Smekkleysa.

## Låtlista
1. Svefn/sund
2. Grasi vaxin göng
3. Við erum með landakort af píanóinu
4. Ekki vera hrædd, þú ert bara með augun lokuð
5. Ábakvið tvær hæðir,,,,sundlaug
6. K/hálft óhljóð
7. Nú snýr óttinn aftur
8. Sundlaug í buskanum
9. Ég finn ekki fyrir hendinni á mér, en það er allt í lagi, liggðu bara kyrr
10. Loksins erum við engin
11. Sveitin milli solkerfa